# جيرمي كوربين
جيريمي برنار كوربين (بالإنجليزية: Jeremy Corbyn)، (من مواليد 26 مايو 1949) هو سياسي بريطاني ورئيس حزب العمال المعارض منذ عام 2015 وحتى عام 2020 وعضو بالبرلمان البريطاني عن دائرة إسلنغتون الشمالية منذ عام 1983.
في 12 سبتمبر 2015، أُعلن فوزه برئاسة حزب العمال البريطاني بنسبة 59.5% في انتخابات تفوق فيها بفارق كبير على منافسيه الثلاثة أندي بورنهام وإفيت كوبر وويلز كيندل. وبفوزه برئاسة الحزب، يصبح جرمي كوربن رئيسًا لحكومة الظل في مجلس العموم. وفي يوم إعلان فوزه برئاسة الحزب، شارك في مظاهرة حاشدة لدعم اللاجئين دعت لها منظمات منذ فترة.

## نشأته
وُلد كوربين في تشبنهام، ويلتشير، وعاش حتى سن السابعة في قرية كينغتون سانت مايكل القريبة. يعد كوربين أصغر الأبناء الأربعة لنعومي لافديي (جوسلنغ قبل الزواج، 1915-1987)، وهي معلمة رياضيات، وديفيد بنجامين كوربين (1915-1986)، وهو مهندس كهربائي وخبير في المقومات الكهربائية. كان شقيقه، بيرس كوربين، فيزيائيًا وعالم أرصاد جوية ومتنبئًا جويًا. كان والداه من أعضاء حزب العمال ودعاة السلام اللذين تقابلا في ثلاثينيات القرن العشرين في اجتماع لجنة لدعم الجمهورية الإسبانية في قاعة كونواي خلال الحرب الأهلية الإسبانية.
عندما كان كوربين في السابعة من عمره، انتقلت العائلة إلى بيف لين في شروبشاير، حيث اشترى والده يو تري مانور، وهو منزل ريفي من القرن السابع عشر كان ذات يوم جزءًا من مبنى ليلهول لدوق ساذرلاند. التحق كوربين بمدرسة كاسل هاوس، وهي مدرسة إعدادية مستقلة بالقرب من نيوبورت، شروبشاير، قبل أن يصبح في سن الحادية عشرة طالبًا في مدرسة القواعد؛ آدامز، في المدينة.
في أيام المدرسة، أصبح ناشطًا في دائرة ذا ريكين الانتخابية للاشتراكيين الشباب، وحزب العمال الانتخابي، ورابطة مناهضة الرياضات القاسية. انضم إلى حزب العمال في سن السادسة عشر، واجتاز الاختبارات لمرحلتين من المستويات المتقدمة حاصلًا على تقدير E، أي أدنى مستوى للنجاح، وذلك قبل أن يغادر المدرسة في سن الثامنة عشر. انضم كوربين إلى حملة نزع السلاح النووي في عام 1966 عندما كان في المدرسة، ثم أصبح فيما بعد أحد النواب لرؤساء مجلس الإدارة الثلاثة ثم لاحقًا نائبًا للرئيس. في هذه المرة أيضًا كان يقود حملة ضد حرب فيتنام.
بعد المدرسة، عمل كوربين لفترة قصيرة مراسلًا للصحيفة المحلية؛ نيوبورت وماركت دريتون آدفيرتايزر. في سن التاسعة عشر تقريبًا، قضى عامين في منظمة الخدمة التطوعية في الخارج في جامايكا كعامل شاب ومعلم للجغرافيا. سافر بعد ذلك إلى أمريكا اللاتينية في عامي 1969 و1970، وزار كلًا من البرازيل والأرجنتين والأوروغواي وتشيلي. شارك أثناء وجوده في البرازيل في مظاهرة طلابية في ساو باولو ضد النظام العسكري البرازيلي. حضر أيضًا مسيرة يوم العمال في سانتياغو، حيث ترك الجو حول تحالف الوحدة الشعبية المناصر لحكم سلفادور أليندي، الذي اكتسح السلطة في الانتخابات التشيلية عام 1970، انطباعًا عليه: «لاحظت شيئًا مختلفًا جدًا عن أي شيء مررت به... ما قامت به الوحدة الشعبية وأليندي هو الجمع بين التقليد الشعبي، وتقاليد الأغنية، والتقاليد الفنية، والتقاليد الفكرية».

## سياسات وآراء
يقدم كوربين نفسه باعتباره اشتراكيًا. ينادي كوربين بإلغاء التدابير التقشفية بحق الخدمات العامة وتمويل المعونات التي اتُخذت منذ العام 2010، إضافة إلى استعادة تأميم المرافق العامة وخطوط السكة الحديدية. بوصفه ناشطًا مناهضًا للحرب وللتسليح النووي، يدعم كوربين سياسة خارجية تتمثل في عدم التدخل ونزع السلاح النووي من طرف واحد. وصف الكاتب رونان بينيت، والذي عمل سابقًا كباحث مساعد لكوربين، وصفه بأنه «مثالي مسالمٌ ونباتي نوعًا ما، ويتمتع بفهم عميق للسياسة والتاريخ، وذو التزام بالطبقة المستضعفة».
في العام 1997، وصف علماء السياسة ديفيد باتلر ودينيس كافانا موقف كوربين السياسي بأنه «يساري متطرف». وصف كوربين كارل ماركس على أنه «اقتصادي عظيم» وقال بأنه قرأ بعض أعمال آدام سميث، وماركس، وديفيد ريكاردو، وبأنه «اطلع على أعمال العديد غيرهم». رغم ذلك، يجادل البعض بأن كوربين ليس على تلك درجة من التطرف التي تقدم ذكرها، فعلى سبيل المثال، أطلق الصحفي جورج إيتون على كوربين تسمية «الكينزي».

### فرض الضرائب والاقتصاد
قاد كوربين حملة ضد خطط مبادرة التمويل الخاص ودعا إلى فرض نسبة أعلى من ضرائب الدخل على ذوي الدخل المرتفع. بالنسبة لكوربين، فالعديد من الأغنياء «سعيدون بدفع ضريبة دخل أعلى لتمويل الخدمات العامة أو لسداد الديون العامة»، وانتقد مدير الخزينة السابق جورج أوزبورن لعرضه خفض الضرائب عن دافعي الضرائب بمعدل أعلى. يعارض كوربين فكرة أن العجز في ميزانية المملكة المتحدة يجب أن يقلل في سبيل التقيد بـ «موعد نهائي اعتباطي»، ولكنه ذكر أن حزب العمال لن يعيد تقديم العجز الحالي في الميزانية في حال تمت موازنتها قبل العام 2020.
وفقًا لما ذكره كيفين فارنزوورث، المحاضر الأول في السياسة الاجتماعية بجامعة يورك، خطط كوربين كذلك لتخفيض الـ 93 مليار جنيه أسترليني التي تتلقاها الشركات ضمن الإعفاء الضريبي. يتكون هذا المبلغ من عدة معونات، بما فيها إعانات السكك الحديدية ودعم الطاقة، ومنح التنمية المحلية، وضرائب أرباح الشركات الصغيرة، والمعونة للاستثمار والشراء الحكومي من القطاع الخاص.
وصف كوربين تخفيضات ضرائب الشركات السنوية التي تمنحها الحكومات البريطانية حاليًا للشركات ذات الأرباح التي تربو على الـ 300,000 جنيه أسترليني على أنها «سباق نحو الهاوية». في العام 1990، شارك كوربين في حركة مقاومة الضرائب ضد الضريبة على الأشخاص، وسجُن بسبب مشاركته تلك. في العام 2015، اقترح كوربين فرض ضريبة على القيمة الأرضية للإسهام في مواجهة أسعار السكن العالية، وذكر بيان حزب العمال في العام 2017 بأنه في حال قيادة الحزب للحكومة، فسيضع الضريبة على القيمة الأرضية في الحسبان.
وطرح كوربين احتمالية نقل تحديد نسب ضريبة الدخل إلى المناطق الإنجليزية، بمعنى أن تضطلع كل منطقة بفرض نسبة ضريبة دخل تختلف عن غيرها من المناطق. قال كوربين: «يوجد لدينا صلاحية زيادة الضرائب في اسكتلندا، ولا ينطبق الأمر على إنجلترا. أرغب برؤية صلاحيات ضريبية حقيقية [في إنجلترا]».

### الاتحاد الأوروبي
كان كوربين سابقا يساريا شكوكيا. في استفتاء المجتمعات الأوروبية 1975، عارض كوربين عضوية بريطانيا في المجتمعات الأوروبية، وهي المنظمة التي سبقت الاتحاد الأوروبي. كوربين عارض أيضا التصديق على معاهدة ماستريخت في عام 1993، وعارض معاهدة لشبونة في عام 2008، ودعم مقترح الاستفتاء على الانسحاب البريطاني من الاتحاد الأوروبي في عام 2011. بالإضافة إلى ذلك، اتهم كوربين الاتحاد الأوروبي بالتصرف «بصورة وحشية» في الأزمة اليونانية 2015 بالسماح للممولين بتدمير اقتصادها.
على الرغم من التعليقات السابقة أثناء حملة القيادة أنه قد تكون هناك ظروف تجعله يؤيد الانسحاب، في سبتمبر 2015، قال كوربين أن العمال سيقوم بحملة من أجل أن تبقى بريطانيا في الاتحاد الأوروبي بغض النظر عن نتيجة مفاوضات كاميرون، وبدلا من ذلك «تعهد بإلغاء أي تغييرات» إن قام كاميرون بتخفيض حقوق العمال أو المواطنين. اعتقد كوربين أيضا بأن على بريطانيا أن تلعب دورا حاسما في أوروبا من خلال المطالب حول ترتيبات العمل في جميع أنحاء القارة، ومستويات الضرائب المؤسسية، وفي تشكيل اتفاق حول الأنظمة البيئية.
في يونيو 2016، في الفترة التي سبقت الاستفتاء للبقاء في الاتحاد الأوروبي، قال كوربين أن هناك «حجة ساحقة» من أجل البقاء في الاتحاد الأوروبي. في خطاب ألقاه في لندن، قال كوربين: «نحن حزب العمال، بأغلبية ساحقة مع البقاء، لأننا نعتقد أن الاتحاد الأوروبي جلب فرص العمل والاستثمار وحماية العمال والمستهلكين والبيئة.» كوربين كذلك انتقد تغطية وسائل الإعلام والتحذيرات من الجانبين، قائلا أن النقاش حول قضية الاستفتاء يستحوذ عليه جدا «صنع الأساطير ونبوءات الهلاك». وقال أنه في مقياس من 1-10 «سبعة أو سبعة ونصف» مع البقاء في الاتحاد الأوروبي.
في يوليو 2017، قال كوربين أن بريطانيا لا يمكن أن تبقى في السوق الأوروبية الموحدة بعد أن تركت الاتحاد الأوروبي قائلا أن عضوية السوق الموحدة «تعتمد على عضوية الاتحاد الأوروبي»، على الرغم من أنها تتضمن بعض البلدان من خارج الاتحاد الأوروبي. اقترح وزير الظل باري غاردينر فيما بعد أن كوربين كان يعني أن حزب العمال فسر نتيجة الاستفتاء بأن الشعب يريد مغادرة السوق الموحدة. كوربين قال أن العمال سيقوم بحملة لترتيبات بديلة تنطوي على «تعريفة الدخول مجانا» في كانون الثاني / يناير عام 2018، أكد كوربين أن العمال لن يسعى للحفاظ على المملكة المتحدة في السوق الموحدة بعد الموافقة خروج بريطانيا من الاتحاد الأوروبي.
في تشرين الأول / أكتوبر عام 2017، قال كوربين إنه سيصوت للبقاء في حالة وجود استفتاء آخر.

### النقابات العمالية
كان كوربين أحد 16 موقعًا على رسالة مفتوحة لأمين عام حزب العمال في حينه إيد ميليباند في يناير من العام 2015 نادت بتبني الحزب سياسة تعزز من إجراءات المفاوضات المشتركة.
يؤيد كوربين إلغاء مشروع قانون حكومي للنقابات العمالية، ووصفه بقوله «خطرٌ يتهددنا جميعًا». يتضمن مشروع القانون عتبة انتخابية أعلى على الإضرابات (40% من أعضاء النقابة في القطاعات المحمية مثل الصحة، والتربية، والإطفاء، والنقل، وأمن الحدود)، ويضع مشروع القانون قيودًا على الإضرابات في الميادين الرئيسية مثل النقل، ويمنع النقابات من فرض رسوم سياسية على أعضائها ما لم يوافقوا (حاليًا تُقتطع الرسوم من الأعضاء تلقائيًا، ما لم يطلبوا بأنفسهم عدم الدفع). وينادي كوربين بإلغاء التشريعات التي تحظر العمال من الإضرابات الثانوية، وهي الإضرابات التي يخوضها العمال إسنادًا لإضراب يخوضه عمال في منظمة مختلفة.

### الشؤون الخارجية

#### الحرب والسلام
في عام 1982 وأثناء حرب الفوكلاند، في اجتماع مجلس هارينجي، عارض كوربين اقتراحا يقدم الدعم إلى القوات البريطانية التي أرسلت لاستعادة الجزر، وبدلا من ذلك قال أن الحرب هي «مؤامرة من حزب المحافظين» وقدم مقترحا بديلا أدان الحرب ويصفها بـ«هدر مقرف للأرواح والأموال». كوربين قال أنه يود من بريطانيا تحقيق «بعض الترتيبات المعقولة» مع الأرجنتين حول نزاع جزر فوكلاند مع تحقيق «قدر من الإدارة المشتركة» بين البلدين في الجزر.
كوربين لا يعتبر نفسه «مسالما بصورة مطلقة» وقد اعتبر أن الحرب الأهلية الإسبانية والحصار البحري لوقف تجارة الرقيق في القرن 19 ودور قوات الأمم المتحدة لحفظ السلام في عام 1999 في أزمة تيمور الشرقية «صراعات مبررة». ومع ذلك، معارضة العنف والحرب هما «الغرض الأكبر في حياته». عارض كوربين بصورة بارزة غزو العراق والحرب في أفغانستان وقيادة حلف شمال الأطلسي للتدخل العسكري في ليبيا، والضربات عسكرية ضد سوريا الأسد والعمل العسكري ضد "داعش"، وشغل منصب رئيس ائتلاف أوقفوا الحرب. وعندما سئل بشأن ما إذا كانت هناك أي ظرف من الظروف التي ستجعله ينشر قوات عسكرية في الخارج قال: «أنا متأكد من أن هناك بعض الظروف ولكن أنا لا يمكن أن أفكر في أي منها في هذه اللحظة.» وقد دعا إلى التحقيق مع توني بلير بتهم ارتكاب جرائم حرب خلال حرب العراق.
في يوليو / تموز 2016، تم إصدار تقرير لجنة تشيلكوت حول  العراق والذي قام بانتقاد انضمام توني بلير (الذي كان نائبا في حزب العمال) مع الولايات المتحدة في الحرب ضد العراق. وفي وقت لاحق، أعطى كوربين – الذي صوت ضد التدخل العسكري ضد العراق – خطابا في لندن: «أنا أعتذر بصدق باسم حزبي عن القرار الكارثي بالذهاب إلى الحرب في العراق في آذار / مارس 2003» الذي وصفه بأنه «عمل من أعمال العدوان العسكري والذي أطلق بسبب ذريعة كاذبة» وأنه «لفترة طويلة تم اعتباره غير قانوني بأغلبية ساحقة من الرأي العام الدولي». كوربين اعتذر على وجه التحديد إلى «شعب العراق»؛ عائلات الجنود البريطانيين الذين قتلوا في العراق أو عادوا جرحى؛ و«الملايين من المواطنين البريطانيين الذين يشعرون بأن ديمقراطيتنا تم تشويه سمعتها بسبب الطريقة التي تم بها قرار الذهاب إلى الحرب.»

#### الولايات المتحدة
بعد انتخاب دونالد ترامب في الانتخابات الرئاسية الأمريكية 2016، قال جيريمي كوربين إنه يعتقد أن الرئيس ترامب لا يقدم حلولا للمشاكل، ولكن ببساطة يعمل على التقسيم وخلق الخلافات. كوربين دعا أيضا إلى إلغاء زيارة مقترحة من ترامب إلى المملكة المتحدة وذلك بعد إصداره أمرا تنفيذيا بمنع الزوار من بعض الدول ذات الأغلبية الإسلامية من دخول الولايات المتحدة.
كوربين كذلك انتقد مشاركة ترامب في السياسة البريطانية قائلا أنه «لا يخصه [ترامب] من سيكون رئيس الوزراء البريطاني» وذلك بعد تأييد ترامب بوريس جونسون كزعيم ممكن في المستقبل. كوربين أيضا انتقد هجمات ترامب على صادق خان ووصفها بأنها «غير مقبولة».

#### إسرائيل وفلسطين
كوربين هو عضو في حملة التضامن مع فلسطين، ضد الصراع في غزة وما تعتبره الحملة «الفصل العنصري في إسرائيل». في عام 2012 ومرة أخرى في عام 2017، دعا كوربين إلى إجراء تحقيق حول تأثير إسرائيل على السياسة البريطانية. في أغسطس 2016، قال كوربين: «أنا لست مؤيدا للمقاطعة الأكاديمية أو الثقافية لإسرائيل، وأنا لست مؤيدا كذلك لمقاطعة البضائع الإسرائيلية. أنا أدعم المقاطعات التي تهدف إلى تقويض الوجود غير القانوني في المستوطنات الإسرائيلية في الضفة الغربية.»
في اجتماع استضافه ائتلاف أوقفوا الحرب في عام 2009، قال كوربين أنه دعا «أصدقاء» من "حماس" و«حزب الله» إلى الحدث في البرلمان، وأشار إلى حماس على أنها «منظمة مكرسة من أجل مصلحة الشعب الفلسطيني»، وقال أن قيام الحكومة البريطانية بتصنيف حماس كمنظمة إرهابية هو «خطأ تاريخي كبير للغاية.» عندما سئل على أخبار القناة 4 في تموز / يوليه 2015 لماذا قد دعا ممثلين عن «حماس» و «حزب الله» بـ«أصدقاء»، أوضح كوربين: «استخدمت المصطلح بطريقة جماعية، قائلا أصدقائنا على استعداد للحديث» وأن المناسبة المحددة التي استخدمها فيها كانت تعريف المتكلمين من «حزب الله» في اجتماع برلماني حول الشرق الأوسط. وقال إنه لا يتغاضى عن تصرفات أي من المنظمتين: «هل يعني ذلك أنني أتفق مع حماس وماذا تفعله؟ لا. هل يعني أنني أتفق مع «حزب الله» وماذا يفعلون؟ لا. ما يعنيه هو أنني أعتقد أن لتحقيق عملية السلام، عليك التحدث إلى الناس الذين قد تختلف معهم ... لن تكون هناك عملية للسلام ما لم يكن هناك محادثات تشمل إسرائيل و»حزب الله «و"حماس" وأعتقد أن الجميع يعرف ذلك».
في عام 2010 ادعى كوربين أن بعض الخطب من قبل أعضاء البرلمان البريطاني تكون معدة مسبقا من قبل إسرائيل. قال كوربين: «أنا متأكد من أن صديقنا (السفير الإسرائيلي) رون بروسور كتبها. لأنها جاءت بنفس الكلمات الرئيسية... العبارات الطنانة مثل: 'حاجة إسرائيل إلى الأمان.' و'التطرف من الناس على أحد الجوانب.' و'وجود مسلحين أتراك على متن السفينة.' جاء ذلك الكلام في كل خطاب.»

#### إيران
كان كوربين قد دعا إلى رفع العقوبات المفروضة على إيران كجزء من المفاوضات على تسوية كاملة للقضايا المتعلقة بالبرنامج النووي الإيراني، وبدء عملية سياسية لتفكيك الترسانة النووية الإسرائيلية.

## التغطية الإعلامية
وجدت تحليلات بشأن التغطية الإعلامية المحلية لكوربين بكونها ناقدة أو عدائية تجاهه. في يوليو 2016، أظهرت دراسة وتحليلات أجراها أكاديميون من كلية لندن للاقتصاد لمدة شهرين لثماني مقالات صحفية وطنية حول كوربين في وقت انتخابه لرئاسة حزب العمل أن 75% منها إما حُرِفت أو فشلت في تمثيل وجهات نظره الفعلية حول مواضيع معينة. وجد تقرير آخر صادر عن ائتلاف إصلاح الإعلام وكلية بيركبيك في يوليو 2016، استنادًا إلى 10 أيام من التغطية في وقت تقديم استقالات عديدة في حكومة الظل، «اختلالًا ملحوظًا ومستمرًا» لصالح مصادر حاسمة الأهمية بالنسبة له، وكانت صحيفة إنترناشيونال بيزنس تايمز المنفذ الوحيد الذي منحه تغطية مؤيدة أكثر من ناقدة. في أغسطس 2016، أظهر استطلاع للرأي أجرته يوغوف أن 97% من مؤيدي كوربين اتفقوا على أن «وسائل الإعلام الرئيسية ككل كانت تتعمد تطبيق تغطية منحازة لتصوير جيرمي كوربين بطريقة سلبية»، وكذلك 51% من عينة عامة لـ«انتقائية العمال».
في مايو 2017، استنتج مركز البحوث في مجال الاتصالات والثقافة التابع لجامعة لوفبرا أن وسائل الإعلام كانت تهاجم جيرمي كوربين أكثر بكثير من تيريزا ماي خلال الحملة الانتخابية التي دُرسِت لتسعة أيام. أشادت صحيفة ديلي ميل وديلي إكسبرس بتريزا ماي لتعهداتها الانتخابية التي أدانتها عندما اقترحها حزب العمال في الانتخابات السابقة.
في فبراير 2018، ذكرت منظمة مومينتم أن الهجمات على كوربين في الصحافة كانت مرتبطة بزيادات طلبات العضوية. في سبتمبر 2019، زعم زعماء حزب العمال أن المنافذ الإعلامية التقليدية السائدة أظهرت تحيزًا واضحًا.
في ديسمبر 2019، توصلت دراسة أجرتها جامعة لوفبرا على مدى خمسة أسابيع من الحملة الانتخابية العامة لعام 2019 إلى أن التغطية الصحفية البريطانية كانت أكثر عدائية بمرتين تجاه حزب العمال، ونصف انتقادية المحافظين، مقارنةً بالانتخابات العامة لعام 2017.

## روابط خارجية
- جيرمي كوربين على موقع IMDb (الإنجليزية)
- جيرمي كوربين على موقع الموسوعة البريطانية (الإنجليزية)
- جيرمي كوربين على موقع مونزينجر (الألمانية)
- جيرمي كوربين على موقع ميوزك برينز (الإنجليزية)
- جيرمي كوربين على موقع قاعدة بيانات الفيلم (الإنجليزية)